# Élection à la direction du Parti conservateur britannique de 1975
L'élection à la direction du Parti conservateur de 1975 a eu lieu entre le 4 et le 11 février 1975 pour élire le chef du Parti conservateur. 
Lors des élections générales de février 1974, le parti conservateur arrive en tête du scrutin en nombre de voix exprimées mais les conservateurs perdent de nombreux sièges et se retrouvent derrière les travaillistes qui forment un gouvernement minoritaire sous la direction d'Harold Wilson. En octobre de nouvelles élections générales ont lieu. Le parti conservateur recul à nouveau tandis que les travaillistes conquièrent la majorité absolue à la Chambre des Communes. Cette défaite des conservateurs constitue le troisième échec depuis que le parti est dirigé par Heath. En effet, le parti a été battu en 1966 alors qu'Heath était déjà à la tête des conservateurs. Ce dernier a en revanche remporté les élections de 1970. Edward Heath est alors contesté. 
Keith Joseph souhaite se présenter mais il doit y renoncer après la tenue de propos eugénistes sur les enfants des familles défavorisées. Margaret Thatcher se lance alors dans la course.
Au 1er tour, Edward Heath arrive derrière Margaret Thatcher, il choisit alors de se retirer. Cette dernière l'emporte au second tour et devient la nouvelle cheffe du parti.

## Résultats
|                          | Margaret Thatcher | 130          | 47,1    | 146     | 52,9 |
| Edward Heath             | 119               | 43,1         | Retrait | Retrait |      |
| Hugh Fraser              | 16                | 5,8          | Éliminé | Éliminé |      |
| William Stephen Whitelaw | Pas candidat      | Pas candidat | 79      | 28,6    |      |
| Geoffrey Howe            | Pas candidat      | Pas candidat | 19      | 6,9     |      |
| James Prior              | Pas candidat      | Pas candidat | 19      | 6,9     |      |
| John Peyton              | Pas candidat      | Pas candidat | 11      | 4,0     |      |